# Unterseeboot 975
L'Unterseeboot 975 ou U-975 est un sous-marin allemand (U-Boot) de type VIIC utilisé par la Kriegsmarine pendant la Seconde Guerre mondiale.
Le sous-marin fut commandé le 5 juin 1941 à Hambourg (Blohm + Voss), sa quille fut posée le 10 juillet 1942, il fut lancé le 24 mars 1943 et mis en service le 29 avril 1943, sous le commandement de l'Oberleutnant zur See Hans-Joachim Ebersbach.
L'U-975 n'endommagea ou ne coula aucun navire au cours de l'unique patrouille (30 jours en mer) qu'il effectua.
Il capitule à Horten en mai 1945 et est coulé en février 1946.

## Conception
Unterseeboot type VII, l'U-975 avait un déplacement de 769 tonnes en surface et 871 tonnes en plongée. Il avait une longueur totale de 67,10 m, un maître-bau de 6,20 m, une hauteur de 9,60 m et un tirant d'eau de 4,74 m. Le sous-marin était propulsé par deux hélices de 1,23 m, deux moteurs diesel Germaniawerft M6V 40/46 de 6 cylindres en ligne de 1 400 cv à 470 tr/min, produisant un total de 2 060 à 2 350 kW en surface et de deux moteurs électriques Brown, Boveri & Cie GG UB 720/8 de 375 cv à 295 tr/min, produisant un total 550 kW, en plongée. Le sous-marin avait une vitesse en surface de 17,7 nœuds (32,8 km/h) et une vitesse de 7,6 nœuds (14,1 km/h) en plongée. Immergé, il avait un rayon d'action de 80 milles marins (150 km) à 4 nœuds (7,4 km/h; 4,6 milles par heure) et pouvait atteindre une profondeur de 230 m. En surface son rayon d'action était de 8 500 milles nautiques (soit 15 700 km) à 10 nœuds (19 km/h).
L'U-975 était équipé de cinq tubes lance-torpilles de 53,3 cm (quatre montés à l'avant et un à l'arrière) et embarquait quatorze torpilles. Il était équipé d'un canon de 8,8 cm SK C/35 (220 coups), d'un canon antiaérien de 20 mm Flak et d'un canon 37 mm Flak M/42 qui tire à 15 350 mètres avec une cadence théorique de 50 coups par minute. Il pouvait transporter 26 mines TMA ou 39 mines TMB. Son équipage comprenait 4 officiers et 40 à 56 sous-mariniers.

## Historique
Il reçut sa formation de base au sein de la 5. Unterseebootsflottille jusqu'au 1er janvier 1944, puis il intégra sa formation de combat dans la 3. Unterseebootsflottille. À partir du 1er juillet 1944, l'U-975 rejoint la 23. Unterseebootsflottille puis la 31. Unterseebootsflottille comme sous-marin d'entraînement des équipages jusqu'à la fin de la guerre.
Sa première patrouille est précédée d'un court trajet de Kiel à Stavanger. Elle commence le 8 juin 1944 au départ de Stavanger. Il patrouille en mer de Norvège pendant dix-neuf jours, sans succès.
Le 1er juillet 1944, l'U-975 est retiré du service actif et sert de sous-marin d'entraînement jusqu'à sa reddition à Horten, en Norvège, le 9 mai 1945.
Il est transféré au point de rassemblement à Lisahally en vue de l'opération alliée de destruction massive de la flotte d'U-Boote de la Kriegsmarine.
L'U-975 est l'avant-dernier U-Boot à être coulé par l'opération Deadlight (l'U-3514 est sabordé le 12 février). Il est envoyé par le fond le 10 février 1946 par l'artillerie de la frégate HMS Loch Arkaig, à la position géographique 55° 42′ N, 9° 01′ O.

## Affectations
- 5. Unterseebootsflottille du 29 avril 1943 au 1er janvier 1944 (Période de formation).
- 3. Unterseebootsflottille du 1er janvier 1944 au 1er juillet 1944 (Unité combattante).
- 23. Unterseebootsflottille du 1er juillet 1944 au 28 février 1945 (Période de formation).
- 31. Unterseebootsflottille du 1er mars 1945 au 8 mai 1945 (Période de formation).

## Commandement
- Oberleutnant zur See Hans-Joachim Ebersbach du 29 avril 1943 au 16 novembre 1943.
- Oberleutnant zur See Paul Frerks du 17 novembre 1943 au 16 mars 1944.
- Oberleutnant zur See Hubert Jeschke du 17 mars 1944 au 16 juillet 1944.
- Oberleutnant zur See Walter-Ernst Koch du 17 juillet 1944 au 23 avril 1945.
- Kapitänleutnant Wilhelm Brauel du 24 avril 1945 au 9 mai 1945 (Croix allemande).

## Patrouilles
|       | Commandant           | Départ         | Départ       | Arrivée          | Arrivée      | Jours    | Succès |
| ----- | -------------------- | -------------- | ------------ | ---------------- | ------------ | -------- | ------ |
|       | Oblt. Hubert Jeschke | 24 mai 1944    | Kiel         | 28 mai 1944      | Stavanger    | 5 jours  |        |
| 1     | Oblt. Hubert Jeschke | 8 juin 1944    | Stavanger    | 26 juin 1944     | Stavanger    | 19 jours |        |
|       | Oblt. Hubert Jeschke | 28 juin 1944   | Stavanger    | 28 juin 1944     | Bergen       | 1 jours  |        |
|       | Oblt. Hubert Jeschke | 30 juin 1944   | Bergen       | 1er juillet 1944 | Kristiansand | 2 jours  |        |
|       | Oblt. Hubert Jeschke | 2 juillet 1944 | Kristiansand | 4 juillet 1944   | Kiel         | 3 jours  |        |
| Total | Total                | Total          | Total        | Total            | Total        | 30 jours | 0 t    |

Note : Oblt. = Oberleutnant zur See